# 모리 와타루 (배우)
모리 와타루(일본어: 森 渉, 1983년 2월 25일 ~ )는 일본의 배우이다. 가나가와현 출신이며, 아크로스 엔터테인먼트 소속이다.